# Rivière Champlain
Rivière Champlain är ett vattendrag i Kanada.   Det ligger i provinsen Québec, i den sydöstra delen av landet, 290 km öster om huvudstaden Ottawa.
Omgivningarna runt Rivière Champlain är en mosaik av jordbruksmark och naturlig växtlighet. Runt Rivière Champlain är det glesbefolkat, med 15 invånare per kvadratkilometer.